# Petersburg (Texas)
Petersburg es una ciudad ubicada en el condado de Hale en el estado estadounidense de Texas. En el Censo de 2010 tenía una población de 1.202 habitantes y una densidad poblacional de 573,66 personas por km².

## Geografía
Petersburg se encuentra ubicada en las coordenadas 33°52′16″N 101°35′50″O / 33.87111, -101.59722. Según la Oficina del Censo de los Estados Unidos, Petersburg tiene una superficie total de 2.1 km², de la cual 2.1 km² corresponden a tierra firme y (0%) 0 km² es agua.

## Demografía
Según el censo de 2010, había 1.202 personas residiendo en Petersburg. La densidad de población era de 573,66 hab./km². De los 1.202 habitantes, Petersburg estaba compuesto por el 69.8% blancos, el 2.41% eran afroamericanos, el 1.5% eran amerindios, el 0.17% eran asiáticos, el 0% eran isleños del Pacífico, el 24.04% eran de otras razas y el 2.08% pertenecían a dos o más razas. Del total de la población el 65.81% eran hispanos o latinos de cualquier raza.